# ولیسه
ولیسه، روستایی از توابع بخش مرکزی شهرستان رودسر در استان گیلان ایران است.
یکی از مکان های دیدنی ولیسه رود شلمانرود  است که از روستای ولیسه میگذرد . و هر ساله صیادان زیادی برای ماهیگیری به آنجا میرود .

اگر بخواهید برای پیاده روی و لذت بردن از طبیعت به ولیسه برود پیشنهاد ما جاده دریا کنار است . این جاده زیبا در کنار رود شلمانرود واقع شده است. 

در گذشته مسجد شاه اولیا  هم یکی از مکان های مهم ولیسه بود ولی  از ولیسه جدا شد.

## جمعیت
این روستا در دهستان چینی جان قرار دارد و براساس سرشماری مرکز آمار ایران در سال ۱۳۸۵، جمعیت آن ۲۷۵ نفر (۸۵خانوار) بوده‌است.